# Madonna dei Navigatori
La Madonna dei Navigatori (Virgen de los Navegantes e Virgen de los Mareantes) è un dipinto di Alejo Fernández, realizzato con pittura ad olio come pannello centrale di una pala d'altare per la cappella della Casa de Contratación dell'Alcázar di Siviglia (Spagna). È il più vecchio dipinto conosciuto il cui soggetto è la scoperta delle Americhe.
Il dipinto è la versione dell'iconografia comune della Madonna della Misericordia, dove la Vergine Maria protegge i fedeli sotto le falde del suo mantello ed è sempre la figura più grande della scena, svettando su coloro che sta proteggendo.
Poco prima del 1536, gli ufficiali della Casa de Contratación commissionarono il dipinto come pannello centrale di una pala che avevano installato nella sala delle udienze, in maniera tale che la sala potesse essere usata come cappella. Gli studiosi datano il dipinto in un periodo compreso tra il 1531 e il 1536.